# Allegorie des Alten und Neuen Testaments
Das Gemälde Allegorie des Alten und Neuen Testaments von Hans Holbein dem Jüngeren kann als Kurzfassung der Bibel verstanden werden. Es entstand  zwischen 1532 und 1536 und befindet sich heute in der Schottischen Nationalgalerie von Edinburgh im Vereinigten Königreich.  

## Vorgeschichte
Bereits im Römerbrief findet sich die Typologie, die Gegenüberstellung von Personen oder Ereignissen des Alten Testaments, Typos genannt, zu dessen Erfüllung im Neuen Testament, Antitypos genannt. In der Theologie des Mittelalters war diese Form der Bibelauslegung weitverbreitet und spiegelte sich auch in der Kunst. Im 15. Jahrhundert erschien im Schwarzweiß-Holzdruck die sogenannte Biblia pauperum oder Armenbibel, eine Art Bilderbibel, die Abbildungen von 90 Typoi und 30 Antitypoi umfasste. Solche typologischen Abbildungen erreichten sowohl die Prediger als auch die Laienbruderschaften und prägten die religiösen Vorstellungen der Bevölkerung.
In der Malerei wurde die Typologie oft in großen Zyklen verwendet, wie zum Beispiel in der Sixtinischen Kapelle. In den Fresken der Seitenwände sind Szenen von Mose und Christus gegenübergestellt. Auch in Altarbildern ist die Typologie eine gern verwendete Technik, wie zum Beispiel im Abendmahlsaltar von Dirk Bouts.
Holbeins Gemälde ist von Werken von Lucas Cranach dem Älteren inspiriert, vor allem von seinen Gemälde Sündenfall und Erlösung und dem etwas anders konzipierten Gesetz und Gnade. Cranach schuf diese Werke 1529, beeinflusst durch Martin Luthers Rechtfertigungslehre. Dank Cranachs produktiver Werkstatt und Holzschnitten auf Flugblättern verbreitete sich das ikonographische Motiv schnell und wurde zu der Darstellung der lutherischen Lehre. Zahlreiche Maler und Bildschnitzer schufen Kopien. Das Motiv findet es sich als Frontispiz der Lutherbibeln von 1541 und 1545, auf Kanzelbrüstungen und auch als Bauschmuck. Holbeins Allegorie des Alten und Neuen Testaments ist sowohl die Fortsetzung als auch die Vervollkommnung dieses Themas, das in der Ikonografie der lutherischen Reformation eine wichtige Rolle spielte.

Beispiele typologischer Darstellungen vor Holbein
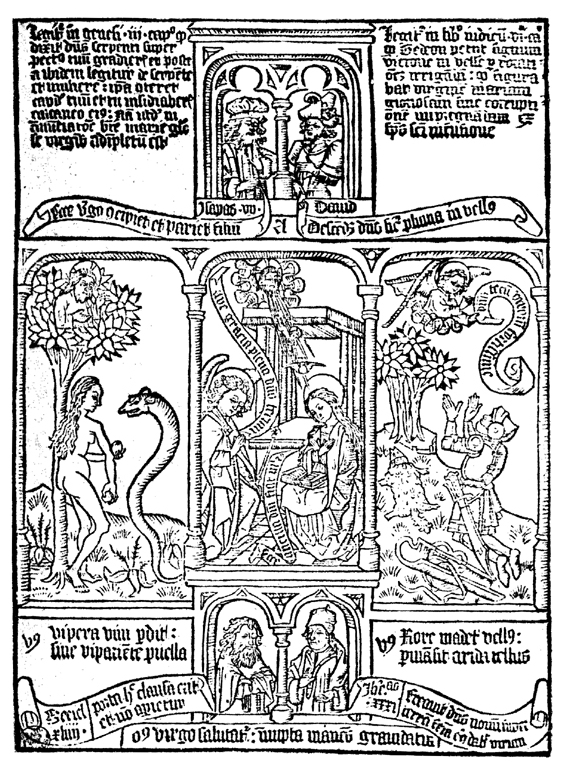
Biblia Pauperum:  links Eva, mitte Verkündigung, rechts Gideon.
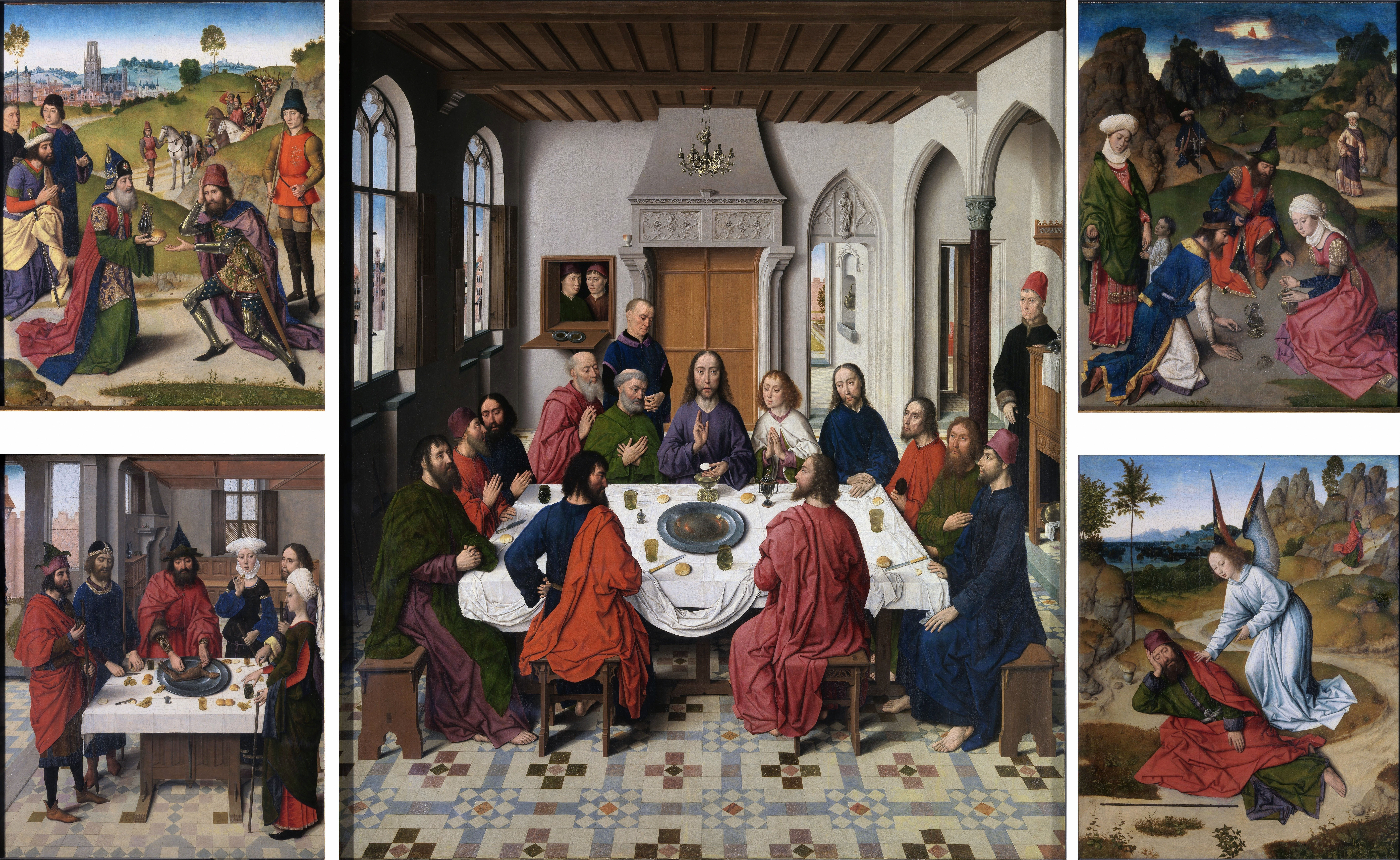
Abendmahlsaltar von Dirk Bouts
Lucas Cranach der Ältere: Sündenfall und Erlösung (Prager Version)
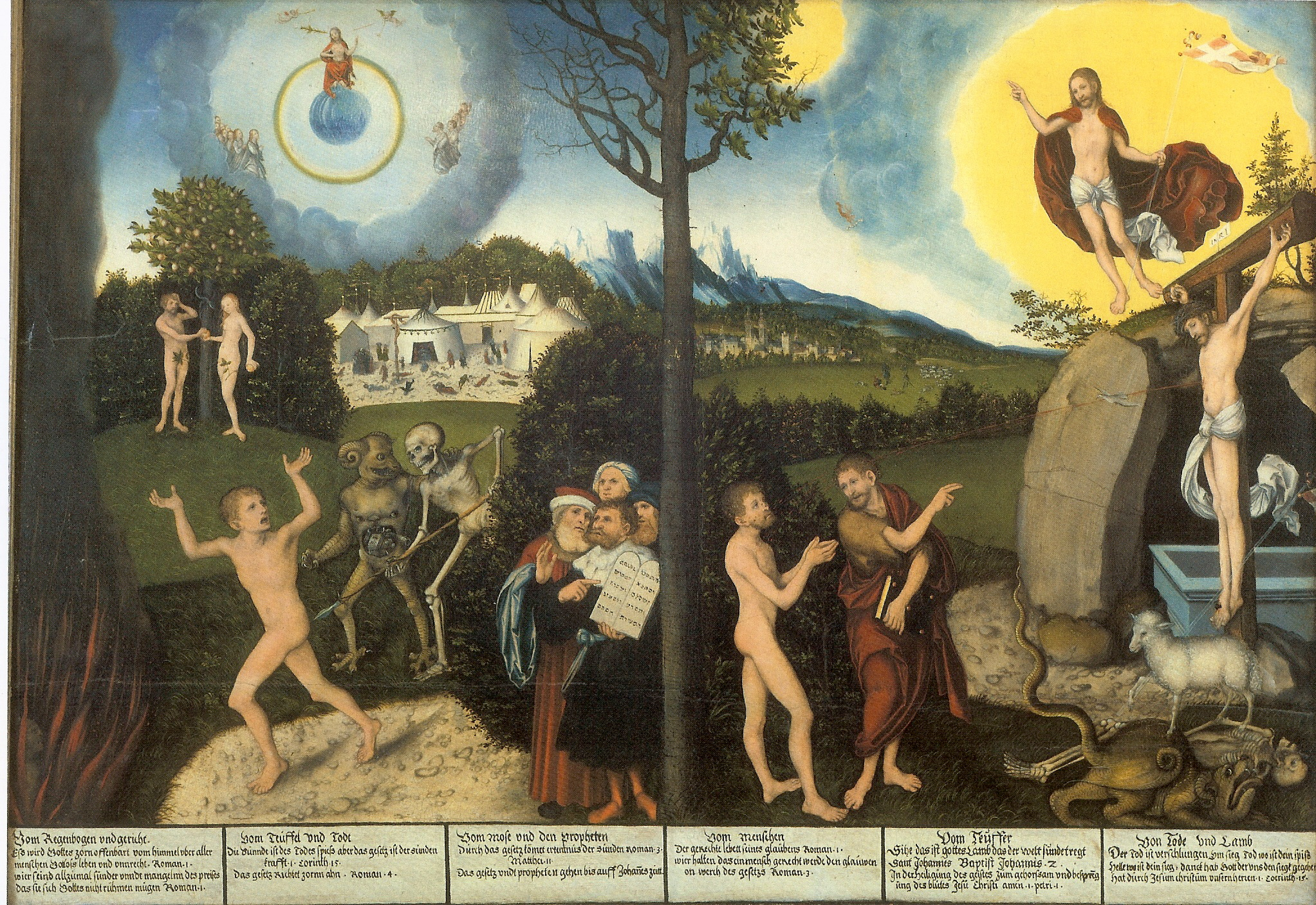
Lucas Cranach der Ältere: Gesetz und Gnade (Gothaer Version)

## Beschreibung
Das allegorische und moralische Gemälde Holbeins Allegorie des Alten und Neuen Testaments erscheint noch recht mittelalterlich und bildet eine Ausnahme in seinem Werk. Mit dem Gemälde illustrierte Holbein die typologische Beziehung zwischen Altem und Neuem Testament. Entsprechend ist die Anordnung der Szenen im Gemälde zweigeteilt, getrennt durch den Baum in der Mitte, unter dem der Mensch (HOMO) sitzt. Die nach links zum Alten Testament hingewandten Zweige des Baumes sind verdorrt, während die nach rechts zum Neuen Testament gewandten Zweige voller Leben sind.
Im Zentrum des Alten Testaments stehen Adam und Eva mit dem Sündenfall (PECCATUM). Unter ihnen symbolisiert ein Skelett in einem Grab den Tod (MORS). Über ihnen empfängt Mose auf dem Berg Sinai das Gesetz Gottes (LEX) in Form der Zehn Gebote. Im Hintergrund, unterhalb der Position des Mose, ist die Eherne Schlange aufgerichtet. Diese konnte den Menschen zwar nicht heilen, bildet aber geheimnisvoll die Erlösung durch die Kreuzigung ab (MYSTERIUM IUSTIFICATIONIS – „Geheimnis der Rechtfertigung“).
Im Bereich des Neuen Testaments kniet die Jungfrau Maria auf einem Berggipfel. Ein Engel verkündet die jungfräuliche Geburt des Messias und die dadurch eingeleitete Gnade der Erlösung (GRATIA). Vom hellen Licht der Verkündigung geht ein Lichtstrahl zu einem Engel, der den Hirten die Geburt Christi ankündigt. Am Fuß des Berges, unterhalb des Standortes Marias, wird Jesus Christus als „Lamm Gottes“ (AGNUS DEI) zu seiner Richtstätte geführt. Im Hintergrund ist die Kreuzigung dargestellt als „unsere Rechtfertigung“ (IUSTIFICATIO NOSTRA). Als Symbol der Auferstehung besiegt im Vordergrund Jesus den Tod, der als Skelett dargestellt ist, und führt die Menschen zur Erlösung (VICTORIA NOSTRA – „unser Sieg“).
Neben dem Menschen stehen links der Prophet Jesaia und rechts Johannes der Täufer. Sie weisen den Menschen auf Jesus als Heilsbringer hin. Jesaia deutet auf Maria und kündigt die jungfräuliche Geburt an (Ecce Virgo concipiet et pariet Filium (Jesaja 7, 14) „Siehe‚ die Jungfrau wird empfangen und einen Sohn gebären“). Johannes der Täufer deutet auf Jesus, den Messias (Ecce Agnus ille Dei, qui tollit peccatum mundi (Johannes 1, 29) „Siehe, das Lamm Gottes, das die Sünde der Welt hinwegnimmt“). Die gesamte Bibel wird so als Geschichte der Erlösung der Menschheit dargestellt, in der das Neue Testament die Erfüllung des Alten Testaments ist.

## Lesearten
Diese von Holbein gewählte Aufteilung deckt sich mit der reformatorischen Bibelauslegung. Diese interpretiert das Alte Testament als eine Zeit der Sünde und Strafe, während das Neue Testament den Weg zur Erlösung aufzeigt. Christus und sein Evangelium ist als Mysterium im Alten Testament verborgen und im Neuen Testament offenbart.

### Vertikale Leseart
Die vertikale Leseart des Gemäldes erfolgt spaltenweise von oben nach unten. Links übergibt erst Gott sein Gesetz an Mose. Anschließend sind Adam und Eva mit der Schlange und dem Sündenfall dargestellt, der schließlich in den Tod führt. Jesaja vertritt die Propheten, die bereits das Heil ankündigen. Die rechte Seite beginnt oben mit der Verkündigung an die Jungfrau und der göttlichen Gnade. Daraufhin folgt der Blick dem Lichtstrahl zum Engel, der den Hirten die Geburt Christi verkündet. Am rechten Rand tritt Christus, das „Lamm Gottes“, aus dem Schatten hervor und geht seinen Weg zur Kreuzigung. Abschließend verlässt Christus sein Grab und siegt über den Tod und bringt die Erlösung.

### Horizontale Leseart
Eine Leseart des Gemäldes von links nach rechts war ebenso von dem Künstler beabsichtigt:
- Die gewährte Gnade durch die Verkündigung an Maria (GRATIA) steht als Antwort auf die Übergabe des Gesetzestafeln (LEX);
- Die weihnachtlichen Hirten und die Kreuzigung (Unsere Rechtfertigung/IUSTIFICATIO NOSTRA) steht als Antwort auf die eherne Schlange Moses' (Mysterium der Rechtfertigung/MYSTERIUM IUSTIFICATIONIS).
- Das „Lamm Gottes“ (AGNUS DEI) nimmt die Sünde aus der Welt (PECCATUM), die durch Adam und Eva in die Welt kam; und
- schließlich steht die Auferstehung Christi (VICTORIA NOSTRA) als Überwindung des Todes (MORS).[4]